# Makalata
Makalata és un gènere de rosegadors de la família de les rates espinoses que viuen a la part tropical de Sud-amèrica, particularment a la conca de l'Amazones. Una anàlisi al·lozimàtica revelà que Makalata és proper al gènere Isothrix dins de la subfamília dels equimins.
Els caràcters diagnòstics del gènere són:
- plecs a les premolars i molars que s'obren cap a la llengua en lloc de les galtes
- pelatge dorsal de color marró groguenc fosc amb taques negres, especialment al terç posterior, els flancs de tonalitat més clara i el ventre de color marró groguenc o grisenc pàl·lid
- zona mistacial de color rovellat
- cua amb pèls curts i escates ben visibles
- procés postorbital de l'os zigomàtic format principalment pels processos jugal i escatós per sota del procés postorbital
- espines de color gris pàl·lid a la base i més fosc als extrems